# Mouton marron
Ne doit pas être confondu avec le mouton marron des Aravis.

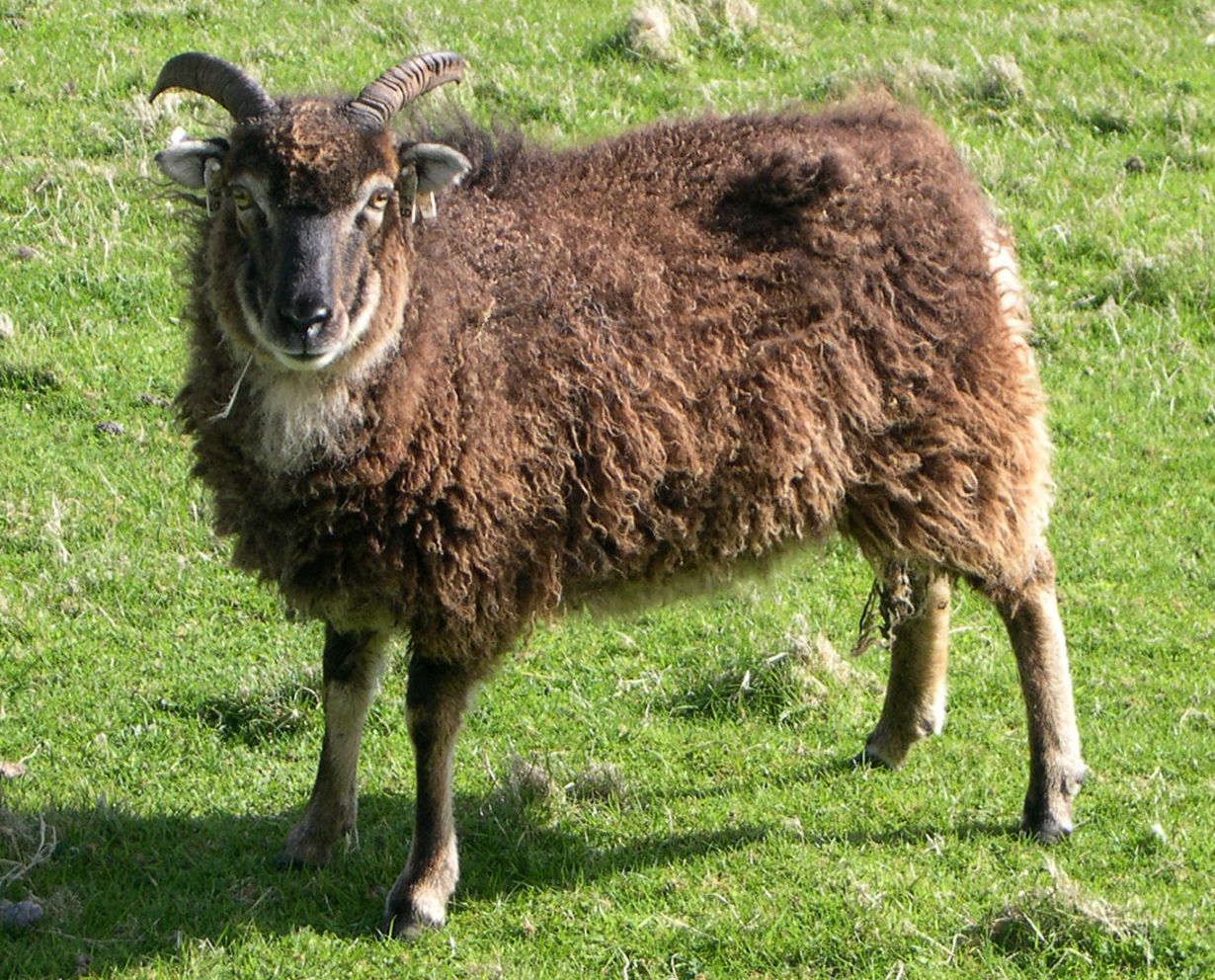
Un mouton de Soay, une race marronne de l'île éponyme, en Écosse.

Un mouton marron, appelé aussi mouton sauvage, mouton féral ou mouton ensauvagé, est un Mouton (Ovis aries aries) qui est retourné à l'état sauvage ou semi-sauvage par le phénomène du marronnage. Il ne doit pas être confondu avec le Mouflon d'Arménie (O. a. gmelini), qui est l'ancêtre sauvage de tous les moutons.
Le mouton marron peut avoir côtoyé des êtres humains ou bien être né loin d'eux, de sorte que la différence entre lui et un individu domestique proprement dit n'est pas génétique mais uniquement éthologique, c'est-à-dire liée à son mode de vie. Dans certaines régions[Lesquelles ?] où le mouton n'est pas une espèce d'origine indigène, les populations marronnes ont proliféré et peuvent poser de graves problèmes environnementaux, devenant même par endroits une espèce envahissante.